# (20254) Úpice
(20254) Úpice ist ein Asteroid des Hauptgürtels, der am 21. März 1998 vom tschechischen Astronomen Petr Pravec an der Sternwarte Ondřejov (IAU-Code 557) bei Ondřejov in Böhmen entdeckt wurde.
Der Asteroid wurde am 9. Mai 2001 nach der Stadt Úpice im nordöstlichen Böhmen benannt, wo seit 1959 eine unter Mithilfe und Unterstützung fast aller Bewohner errichtete Sternwarte operiert.